# 三溪口戰鬥
三溪口戰鬥分別發生於1931年6月1日－29日及8月12－17日兩段時間，地點則都是在中國鄂南一帶（今阳新县三溪镇三溪口村）。該戰鬥是第一次国共内战主要戰鬥之一，交戰一方為中華民國國民革命軍，另一方則為中國共產黨所領導之中國工農紅軍。